# Achatina
Achatina Lamarck, 1799 è un genere di molluschi gasteropodi polmonati della famiglia Achatinidae.

## Tassonomia
Il genere comprende le seguenti specie:
- Achatina achatina (Linnaeus, 1758)
- Achatina ampullacea Böttger, 1910
- Achatina ariel Preston, 1910
- Achatina balteata Reeve, 1849
- Achatina bandeirana Morelet, 1866
- Achatina bayaona Morelet, 1866
- Achatina bisculpta E. A. Smith, 1878
- Achatina connollyi Preston, 1912
- Achatina coroca van Bruggen, 1978
- Achatina craveni E.A. Smith, 1881
- Achatina dammarensis L. Pfeiffer, 1870
- Achatina dohrniana L. Pfeiffer, 1870
- Achatina ellioti E. A. Smith, 1895
- Achatina greyi Da Costa, 1907
- Achatina hortensiae Morelet, 1866
- Achatina iostoma L. Pfeiffer, 1854
- Achatina obscura Da Costa, 1907
- Achatina osborni Pilsbry, 1919
- Achatina passargei E. von Martens, 1900
- Achatina perfecta Morelet, 1867
- Achatina pfeifferi Dunker, 1845
- Achatina polychroa Morelet, 1866
- Achatina randabeli Bourguignat, 1890
- Achatina rugosa Putzeys, 1898
- Achatina schinziana Mousson, 1888
- Achatina schweinfurthi E. von Martens, 1874
- Achatina semisculpta Dunker, 1845
- Achatina smithii Craven, 1881
- Achatina spekei Dohrn, 1864
- Achatina stuhlmanni E. von Martens, 1892
- Achatina sylvatica Putzeys, 1898
- Achatina tavaresiana Morelet, 1866
- Achatina tincta Reeve, 1842
- Achatina tracheia Connolly, 1929
- Achatina transparens Da Costa, 1907
- Achatina vassei Germain, 1918
- Achatina vignoniana Morelet, 1874
- Achatina virgulata Da Costa, 1907
- Achatina welwitschi Morelet, 1866
- Achatina weynsi Dautzenberg, 1899
- Achatina wildemani  Dautzenberg, 1908

Sinonimi
- Achatina (Lissachatina) fulica (Bowdich, 1822) = Lissachatina fulica (Bowdich, 1822)